# Gà so họng hung
Gà so họng hung (Arborophila rufogularis) là một loài chim thuộc họ Trĩ. Loài này phân bố ở Bangladesh, Bhutan, Trung Quốc, Ấn Độ, Lào, Myanmar, Nepal, Thái Lan và Việt Nam. Môi trường sống tự nhiên là khu vực rừng ẩm thấp nhiệt đới hoặc cận nhiệt đới hay rừng trên núi đá vôi ẩm nhiệt đới hoặc cận nhiệt đới.
Loài gà so này có ba phân loài:
- Gà so gutta (Arborophila rufogularis guttata)
- Gà so họng hung (Arborophila rufogularis annamensis)
- Gà so Lào (Arborophila rufogularis laotianus)